# Der Gelbe Fluss (Klavierkonzert)
Das Klavierkonzert Der Gelbe Fluss (chinesisch 黃河鋼琴協奏曲 / 黄河钢琴协奏曲, Pinyin Huáng Hé gāngqín xiézòuqǔ, englisch Yellow River Piano Concerto) ist eine der bekanntesten chinesischen Klavierkompositionen. Es ist eine während der chinesischen Kulturrevolution in den Jahren 1968/69 entstandene Kollektivkomposition von Yin Chengzong und Chu Wanghua, Sheng Lihong und Liu Zhuang vom Zentralen Musikkonservatorium in Peking, die auf der Kantate Der Gelbe Fluss (siehe Hauptartikel) des chinesischen Komponisten Xian Xinghai (1905–1945) aus dem Jahr 1939 basiert, womit dieser sein Volk zum Widerstand gegen die japanische Besatzung (siehe Hauptartikel Zweiter Japanisch-Chinesischer Krieg) mobilisieren wollte. In dem Konzert werden klassische europäische Kunstmusik mit traditioneller chinesischer Volksmelodik verbunden.
Der Pianist Yin Chengzong wurde kurz nach seiner Rückkehr aus der Sowjetunion nach China vom Vorsitzenden der Kommunistischen Partei Chinas und ehemaligen Staatspräsidenten Mao Zedong empfangen und von ihm dazu inspiriert, mehr Musik traditionellen Stils zu schaffen.
Der Gelbe Fluss (Huang He) gilt vielen bis heute als Wiege der chinesischen Zivilisation und als Symbol für den Geist des chinesischen Volkes, vergleichbar mit der Moldau aus Smetanas symphonischem Werk Mein Vaterland oder dem aus vielen deutschen vaterländischen Liedern bekannten „Vater Rhein“.
Das Klavierkonzert ist angesichts der ernsten historischen Umstände auf große Expressivität und Dramatik angelegt, abwechselnd mit kontemplativen Passagen, und teils von großem Pathos geprägt. Der brillant-virtuose Solopart überragt häufig das Orchester, ähnlich wie in einigen (spät)romantischen Klavierkonzerten, wo das Orchester zu einer Nebenrolle degradiert wird:
Auf dem Plattencover der Aufnahme des Philadelphia Orchestra wird zum Eklektizismus der Komposition und zu der Tatsache, dass es sich um eine (für den chinesischen Sozialismus kennzeichnende) Kollektivkomposition handelt, ironisch angemerkt, dass es von verschiedenen Komponisten geschrieben worden sei, darunter Chopin, Tschaikowski, Liszt und Rachmaninow.
Als Schlussapotheose des Konzertes geht das chinesische Loblied auf den Vorsitzenden Mao Der Osten ist rot (Dongfang hong) in Die Internationale über.
„Das Klavier gibt die Parolen vor, das Orchester übernimmt sie mit revolutionärer Begeisterung.“

## Sätze des Klavierkonzerts
Die einzelnen vier Sätze des Klavierkonzerts tragen die Überschriften (in deutscher Übersetzung):
- 1. Lied der Schiffer
- 2. Ode an den Gelben Fluss
- 3. Zorn des Gelben Flusses
- 4. Verteidigt den Gelben Fluss

## Besetzung
Das Konzert ist für Solo-Klavier und Orchester wie folgt besetzt: Piccoloflöte, Dizi (chinesische Flöte), 2 Flöten, 2 Oboen, 2 Klarinetten (B), 2 Fagotte, 4 Hörner (F), 2 Trompeten (B), 3 Posaunen, Pauken, Triangel, Becken, Harfe, Pipa und Streicher.

## Ausgaben
- Renmin yinyue chubanshe 2001; ISBN 9787103021361